# Ponthieva gimana
Ponthieva gimana är en orkidéart som beskrevs av Dodson. Ponthieva gimana ingår i släktet Ponthieva och familjen orkidéer.
Artens utbredningsområde är Ecuador. Inga underarter finns listade i Catalogue of Life.